# Немрут-Даг (гора)
Немру́т-Даг (Немрут, Немруд, тур. Nemrut Dağ или Nemrut Dağı, греч. Όρος Νεμρούτ, арм. Նեմրութ լեռ, перс. کوه نمرود‎, курд. Çiyayê Nemrûd) — гора на юго-востоке Турции в Таврских горах в иле Адыяман. Высота 2150 метров над уровнем моря.
Археологические находки XIX века на вершине горы были признаны ЮНЕСКО частью Всемирного наследия (1987).

## История
В 62 г. до н. э., царь Коммагены Антиох I Теос из армянской династии Ервандидов построил на вершине горы Немрут святилище, окруженное огромными статуями 8—9 метров высотой. Центр святилища — насыпь из мелких камней, на вершине горы, высотой 49,8 метров и шириной у основания 150 метров. Считается, что под насыпью находится захоронение Антиоха I Коммагенского (69—38 до н. э.). Края скалистой вершины, на которой находится святилище, с трёх сторон превращены в большие террасы. Две из них украшены пятью величественными сидячими статуями высотой 8 метров: посреди находится фигура Зевса, по сторонам олицетворенная «Коммагена» и царь Антиох, по краям Аполлон и Геркулес.
В 1882 и 1883 годах была исследована немецкими археологами Отто Пухштейном и Карлом Хуманом. В ходе археологических исследований Терезы Гоэлл, проведенных с 1954 по 1963 год, захоронение Антиоха так и не было обнаружено. В 1987 году археологические памятники на вершине горы включены в список Всемирного наследия ЮНЕСКО.
Памятники Немрут-Дага фигурируют в одном из эпизодов фильма «Самсара» (2011).

## Фотографии

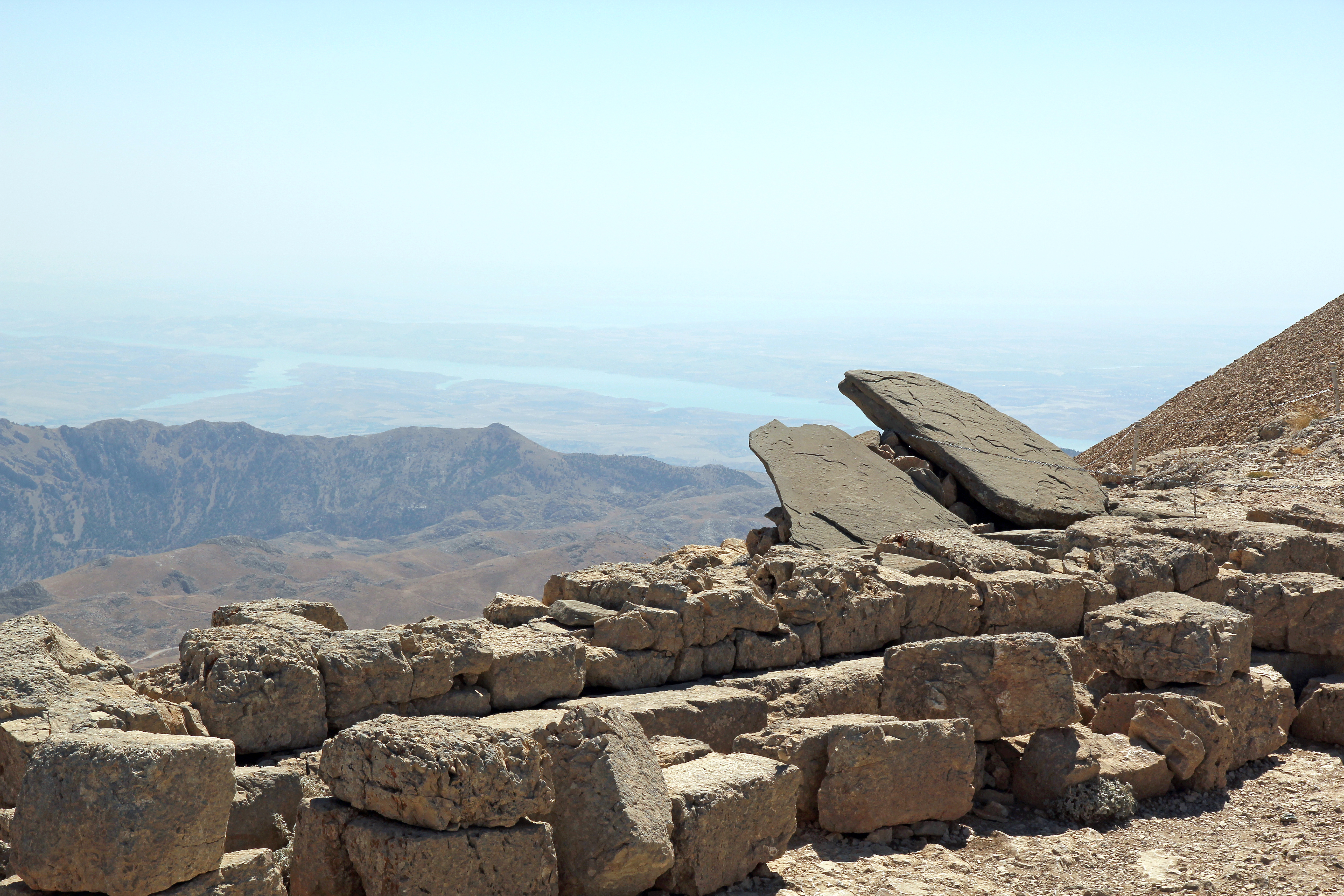
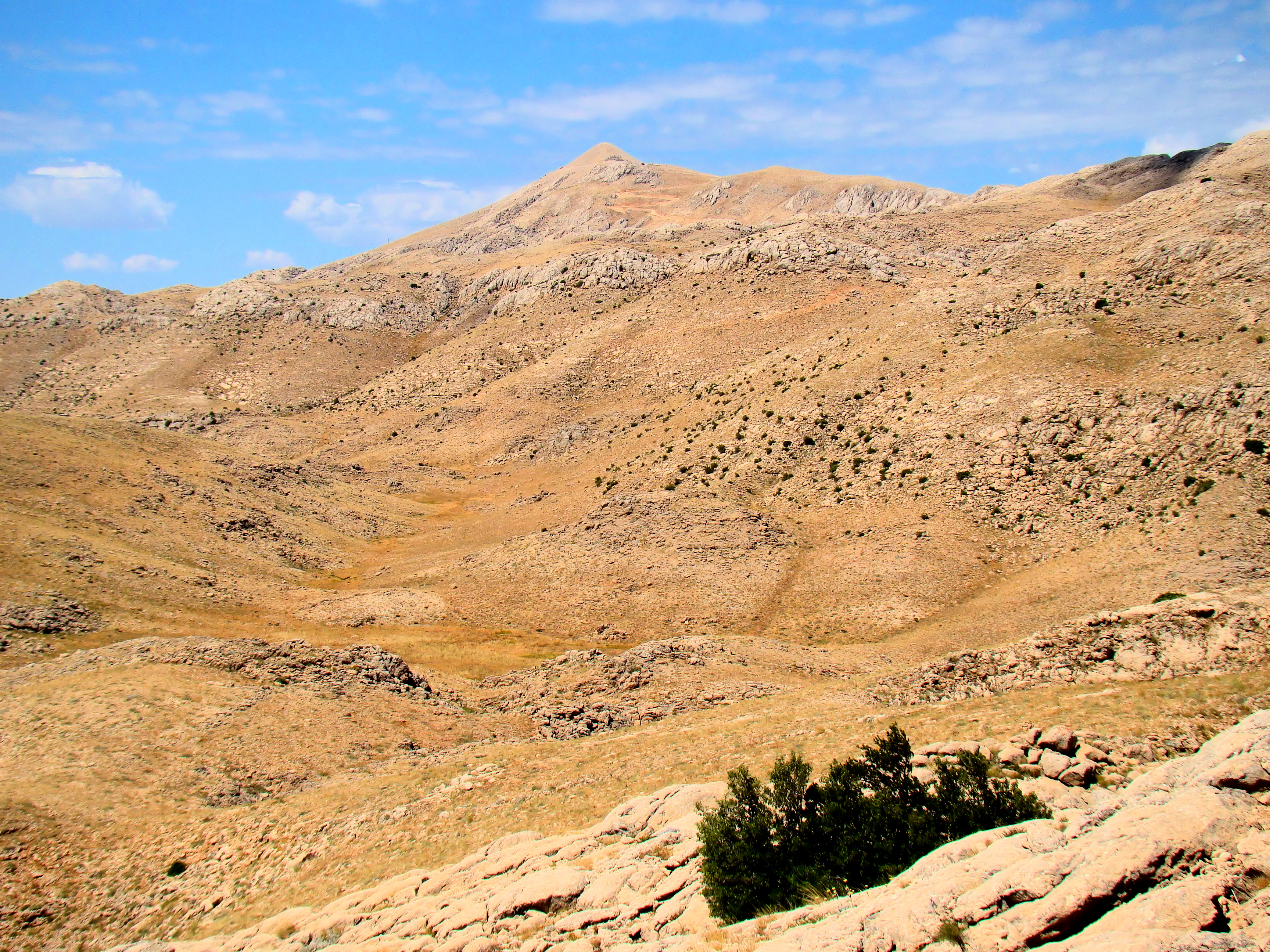
Вид на гору Немрут с северо-востока.
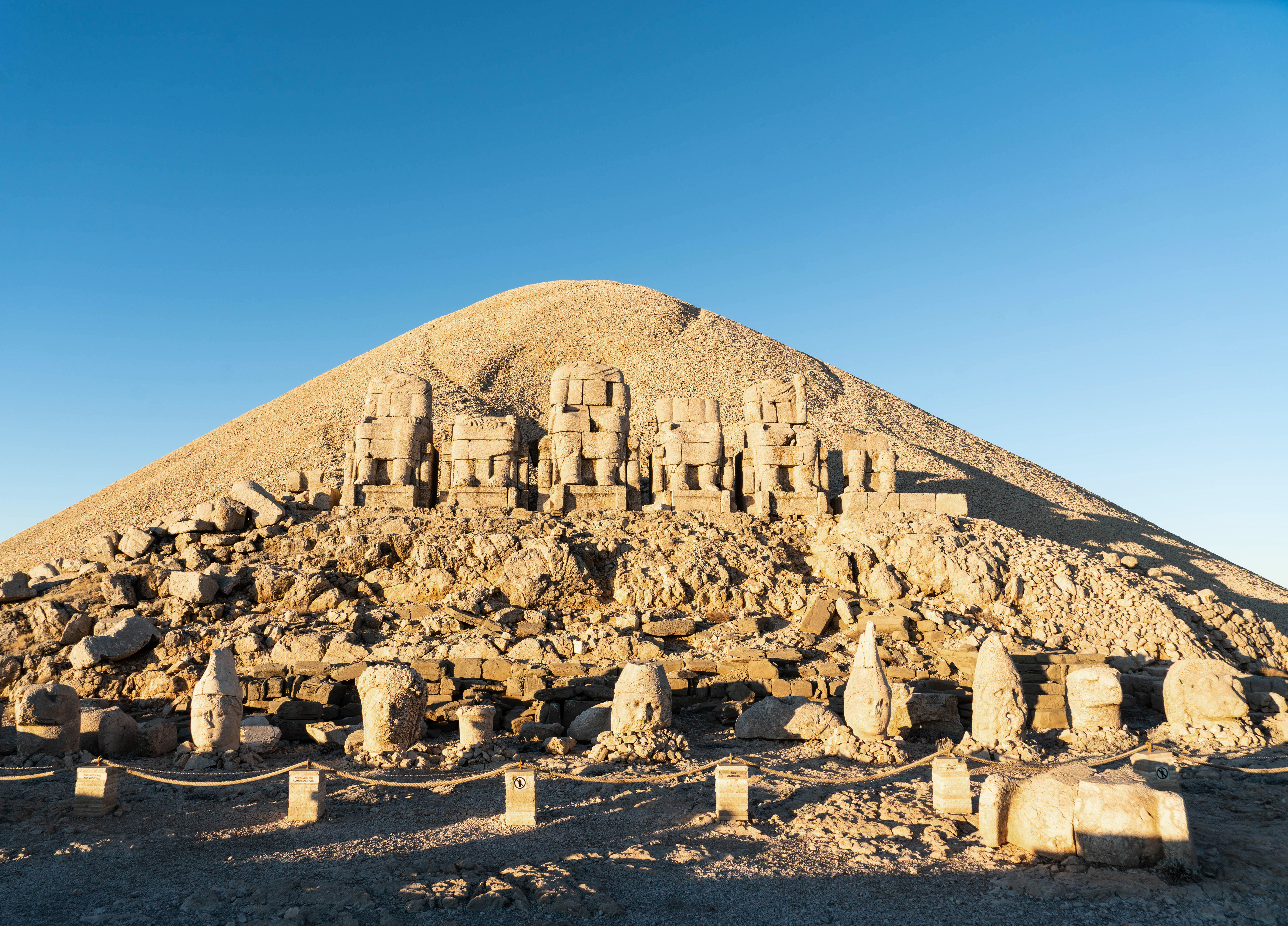
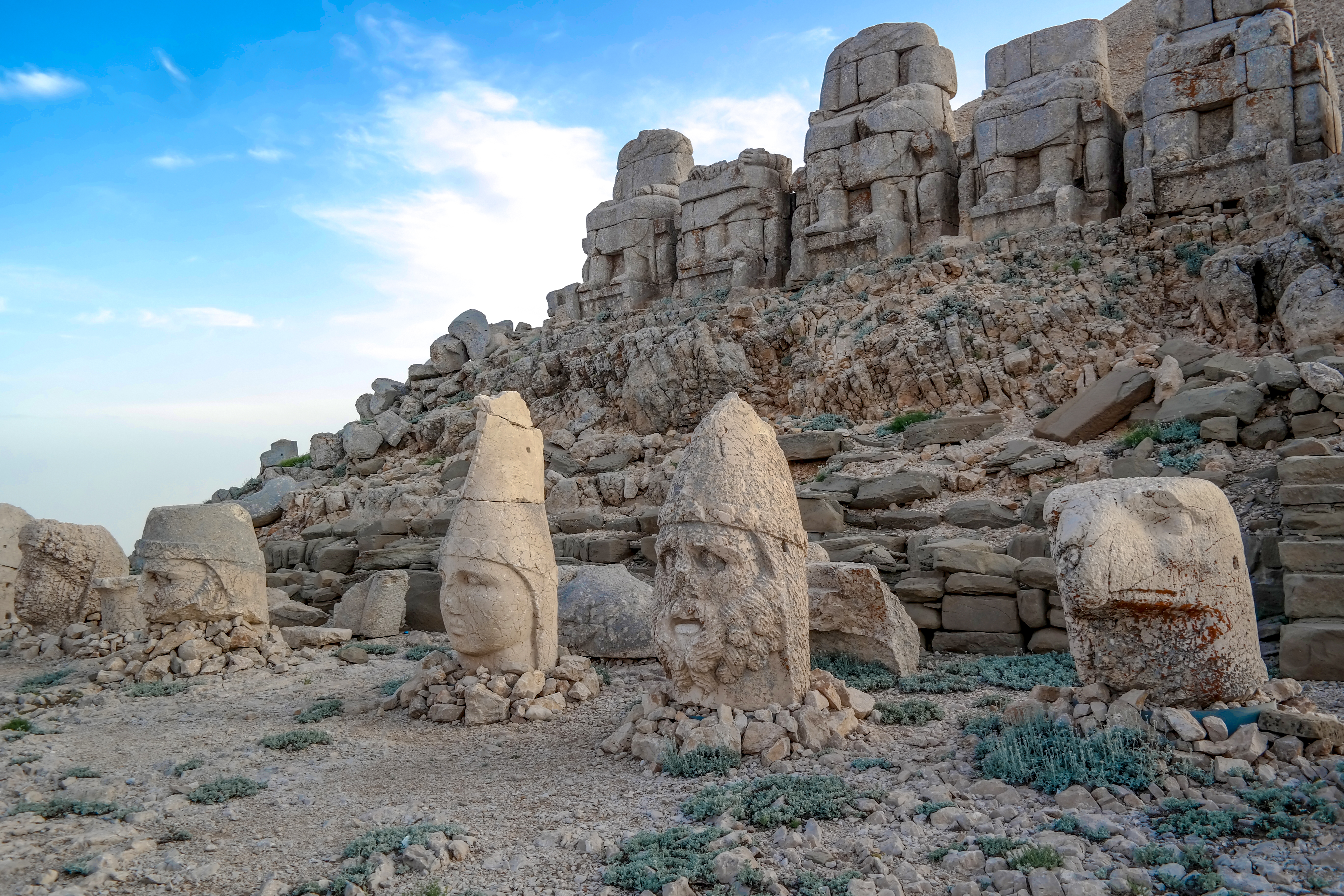
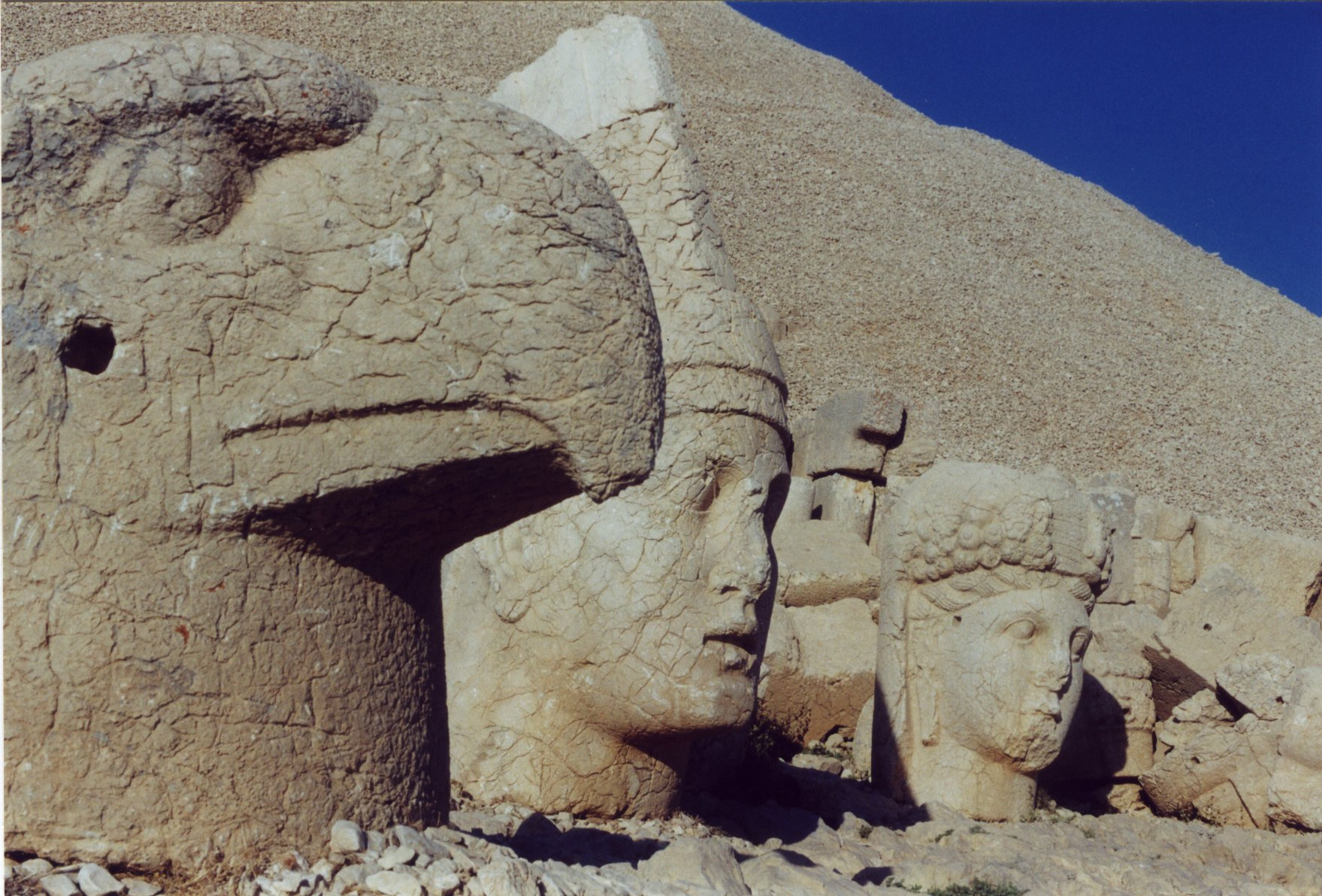
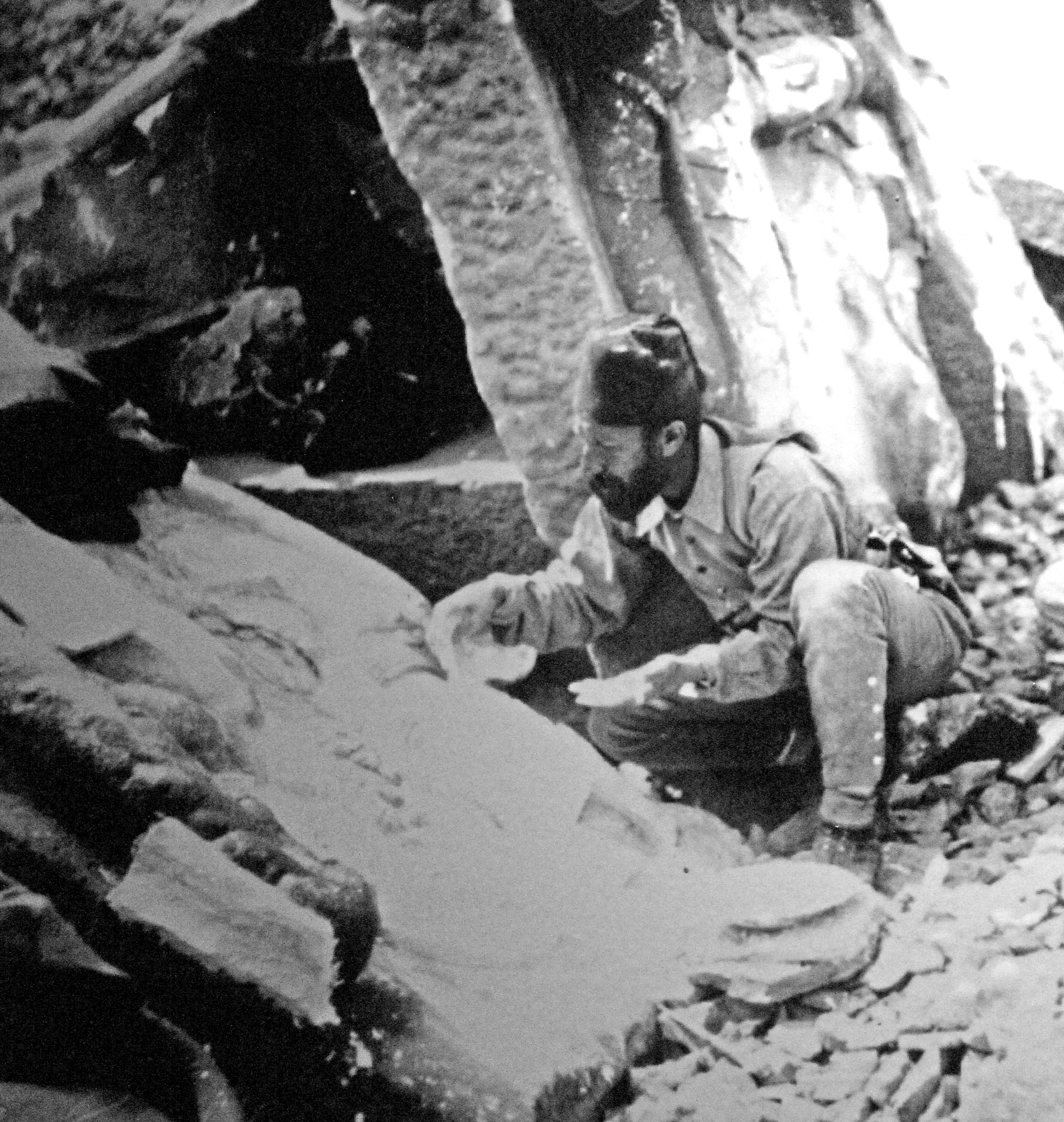
Османский художник и археолог Осман Хамди-бей на горе Немрут-Даг, 1882 год